# James Walker
|  | Per a altres significats, vegeu «Jim Walker (músic)». |

James Walker   (1897 - segle XX) va ser un ciclista sud-africà que va competir durant la dècada de 190.
El 1920 va prendre part va prendre part en els Jocs Olímpics d'Anvers, on va guanyar dues medalles en les diferents proves en què competí, una de plata en tàndem, formant parella amb William Smith i una de bronze en persecució per equips, formant equip amb el mateix Smith, Sammy Goosen i Henry Kaltenbrun. A més a més va córrer les curses dels 50 kilòmetres i la contrarellotge individual, sense acabar cap d'elles; i la velocitat individual, quedant eliminat en les sèries.